# Rote Kämpfer
Os Rote Kämpfer (Lutadores Vermelhos) foram uma organização da Resistência alemã contra o nazismo ativa entre 1928 e 1936.

## História
Os Rote Kämpfer foram fundados por Karl Schröder e Alexander Schwab em 1928 perante o avanço do NSDAP liderado por Adolf Hitler. Esteve formado por sindicalistas, conselhistas e membros da "fação Essen" do Partido Comunista Operário da Alemanha (KAPD), bem como membros da Associação de Ciências Sociais - uma associação não partidária de estudos Marxistas sediada em Berlim - do Partido Socialista Operário da Alemanha (SAPD) e da Juventude Socialista Operária (SAJ). O grupo chegou a estar integrado por mais de 400 membros, a maior parte dos quais provinham de Berlim, a Saxónia e o Vale do Ruhr, zonas com uma importante tradição operária. Ainda que operava em secreto mesmo antes de 1933 - momento em que Hitler chega ao poder - a Gestapo descobriu o grupo em 1936. Em 1937 o grupo tinha sido completamente banido depois de que quando menos 150 membros tivessem sido arrestados e levados a campos de concentração, deportados ou diretamente assassinados, como no caso de Arthur Goldstein, eliminado pelas SS durante o seu exílio na França. 
Depois da derrota do nazismo em 1945, Schröder e outros membros tentaram reorganizar o grupo na República Federal da Alemanha e, nomeadamente, no Berlim Ocidental. Alguns, como Willy Huhn, publicaram revistas como Neues Beginnen – Blätter internationaler Sozialisten (Novo Começo - Folhas dos socialistas occidentais) entre 1947 e 1950 e novamente entre 1951 e 1954; Pro und Contra (Pros e Contras) entre 1950 e 1054; ou Funken (Faíscas) entre 1951 e 1959. Outros membros aderiram ao SPD. 

## Membros destacados
- Arthur Goldstein
- Bernhard Reichenbach
- Alexander Schwab
- Karl Schröder
- Willy Huhn
- Fritz Riwotzki
- Erwin Lange
- Franz Jung
- Harro Schulze-Boysen
- Heinz Kühn